# Nathaniel White
Pour les articles homonymes, voir White.
Nathaniel White, né le 28 juillet 1960, est un tueur en série américain. Il a sévi dans la région de Hudson Valley, État de New York, au début des années 1990. Il a avoué avoir attaqué au couteau et assassiné six femmes pendant qu'il était en liberté conditionnelle.

## Assassinats
Nathaniel White a indiqué avoir trouvé l'inspiration pour son premier meurtre en regardant le film RoboCop 2, « Je l'ai vu trancher la gorge de quelqu'un avant de faire une entaille de la poitrine à l'estomac et d'abandonner le corps dans une certaine position. Pour la première personne que j'ai tuée, j'ai fait exactement la même chose ».
Ce premier meurtre eut lieu le 25 mars 1991- après que White ait été condamné pour avoir enlevé une adolescente de 16 ans mais avant qu'il ne soit incarcéré - et, à l'époque, la police ne fit pas le lien avec lui. Ayant passé un marché, largement critiqué par la suite, White plaida coupable pour le délit de kidnapping et bénéficia d'une liberté conditionnelle après seulement un an d'emprisonnement. Il fut libéré en avril 1992 et retourna dans le comté d'Orange, New York. Après sa libération, la jeune nièce de sa petite amie, assassinée en juin 1992, fut sa première victime. Il tua, ensuite, quatre autres personnes au cours du mois de juillet.

## Victimes

### Juliana R. Franck
Âgée de 29 ans et originaire de Middletown, Juliana Franck fut la première victime de Nathaniel White. Elle était enceinte de son troisième enfant au moment du meurtre en 1991 . Son corps nu fut retrouvé au bord d'une voie ferrée abandonnée de Middletown.

### Christine M. Klebbe
Âgée de 14 ans, Christine Klebbe fut sa plus jeune victime. La nièce de la petite amie de White disparut le 29 juin. Sa famille signala sa disparition le 1er juillet 1992 et son corps fut retrouvé non loin d'Echo Lake Road à Goshen, New York le 4 août.

### Laurette Huggins Reviere
Cette jeune femme de 34 ans originaire de Middletown, fut assassinée le 10 juillet et retrouvée chez elle par la police. Elle était mère de trois enfants et une amie proche de la petite amie de Nathaniel White. Ses enfants avaient même passé la nuit chez Nathaniel et Garrison quelques semaines avant le meurtre. Elle était en train de faire ses bagages pour retourner chez elle, à St Vincent, avec sa famille quand elle fut assassinée.

### Angelina Hopkins et Brenda L. Whiteside
Cousines, Angelina Hopkins et Brenda Whiteside rencontrèrent Nathaniel White au Blue Note, une taverne de Poughkeepsie, New York le 20 juillet 1992. Elles ont été aperçues, pour la dernière fois, alors qu'elles quittaient la taverne en compagnie de White et partaient avec son pick-up. Leurs dépouilles furent retrouvées près de Harriman Drive dans une ferme abandonnée de Goshen le 4 août. Il a été déterminé que les graves coups portés au visage et à la tête avaient causé la mort dans les deux cas.

### Adriane M. Hunter
Originaire de Middletown, Adriane Hunter fut poignardée à mort au matin du 30 juillet 1992. Son corps fut découvert à Goshen plus tard dans la journée dans les vestiges du Hillcrest Manor Restaurant. Elle avait 27 ans.

## Enquête
La sœur d'Angelina Hopkins, Cécilia, vit Nathaniel White et Brenda Whiteside quitter le Blue Note avec quatre autres individus la nuit de leur disparition. La police de Poughkeepsie ne réagissant pas à l'avis de disparition de sa sœur par manque d'éléments, Cécilia et sa mère décidèrent d'enquêter elles-mêmes.
La police de l'État de New York commença à enquêter sur l'affaire le 30 juillet, après que le corps d'Adriane Hunter ait été retrouvé et que les autorités commençaient à croire que tout cela était lié aux disparitions et meurtres précédents. Le 2 août, White retourna au Blue Note où Cécilia Hopkins l'identifia. Il fut arrêté, confessa ses crimes à la police et mena les enquêteurs à son dépotoir de Goshen en date du 4 août.
Nathaniel White fut inculpé par un Grand Jury en date du 7 août 1992 pour le meurtre de Christine Klebbe. Le 9 septembre, les cinq autres meurtres furent ajoutés aux charges retenues contre lui. Il fut accusé des six meurtres avec violences au second degré. Il plaida non coupable et la défense affirma qu'en raison de troubles mentaux, il ne pouvait être tenu pour responsable de ses actes. Nathaniel White fut, néanmoins, reconnu coupable de tous les chefs d'accusation, le 14 avril 1993, et condamné par le juge Jeffrey Berry à 150 ans d'emprisonnement (prison à vie). Actuellement, Nathaniel White est détenu à la prison de sécurité maximale d'Elmira, New York,,.
Le cas de Nathaniel White fut cité par le Gouverneur de l'État de New York, George Pataki, dans son combat pour rétablir la peine de mort.

## Télévision
La chaîne américaine Investigation Discovery consacra un épisode de la série documentaire Evil Lives Here au cas de Nathaniel White.

## Erreur sur la photographie
Pendant deux ans, de 2018 à 2020, la photographie utilisée dans la version en langue anglaise de Wikipedia et par Investigation Discovery n'était pas la bonne et correspondait à un homonyme. Celui-ci a porté plainte auprès de la justice américaine, plainte suivie d'une décision de non-lieu s'appuyant sur « la section 230 du Communications Decency Act de 1996, qui prévoit que des hébergeurs tels que Facebook, Twitter, Wikipedia ou tout autre forum et plate-forme de blogs, ne sont pas responsables de ce qui est publié grâce à leurs outils ». Pour autant, Andreas Kolbe, ancien rédacteur en chef du Signpost, estime que « les recommandations, politiques et pratiques communautaires de Wikipedia pour sourcer les images, en particulier celles qui impliquent une responsabilité pour certains crimes, pourraient certainement être renforcées afin de s’assurer qu’elles représentent bien le bon individu ».